# Ordre du Nil
L’ordre du Nil (en arabe, Kiladat El Nil) est la plus haute décoration de la république arabe d'Égypte. Fondé en 1915, il récompense les services exceptionnels, militaires ou civils, rendus au pays.

## Histoire
L'ordre est créé en 1915 par le sultan Hussein Kamal pour récompenser des services exceptionnels rendus à l'Égypte. Il est alors placé à la deuxième place protocolaire, derrière l'ordre d'Ismaïl. Après la proclamation de la République en 1953, l'ordre du Nil est maintenu et constitue depuis la plus haute décoration du pays, devant l'ordre de la République.

## Grades et distinctions
L'ordre comprend cinq grades.
| Chevalier | Officier | Commandeur | Grand officier | Grand cordon |